# ペドロ4世 (アラゴン王)
ペドロ4世（西：Pedro IV, 1319年9月5日 - 1387年1月6日）は、アラゴン王、バレンシア王、およびバルセロナ伯（在位：1336年 - 1387年）。カタルーニャ語ではペラ4世（Pere IV, バルセロナ伯としては3世）。尊儀王（西：el Ceremonioso, カ：el Cerimoniós）あるいは短剣王（西：el del Punyalet）と呼ばれる。アルフォンソ4世（慈悲王）と最初の妃テレサ・デ・エンテンサの息子。マヨルカ王ジャウメ3世を廃し、バレアレス諸島とルシヨンをアラゴン王国に回復した。また、自ら年代記を書いたことでも知られる。

## 生涯
1336年、父王の死去により王位に即いた。1356年からカスティーリャ王ペドロ1世（残酷王）と「二人のペドロの戦争」を戦ったが、ペストなどの自然災害により勝者なく1375年のアルマサン条約によって終結した。
ペドロ4世は治世の間、しばしば異端審問所長のニコラス・アイメリッチ（Nicolás Aymerich）と対立した。また1358年から1359年の会議で自治政府が設立された。
ペドロ4世は1387年にバルセロナで死去し、王位を長男のフアン1世が嗣いだ。

## 家族
ペドロ4世は生涯に4度結婚した。
最初の王妃は1338年に結婚したナバラ女王フアナ2世の王女マリア（1326年 - 1347年）で、1男3女をもうけた。
マリアとの間にもうけた子供たち
- マリア（1341年 - ?）　夭逝
- コンスタンサ（1343年 - 1363年）　シチリア王フェデリーコ3世の妃
- フアナ（1344年 - 1384年）
- ペドロ（1347年）

次いで1347年にポルトガル王アフォンソ4世の王女レオノール（1328年 - 1348年）と結婚したが、翌年彼女はペストで死去した。子供はもうけていない。
1349年に3人目の王妃としたのは、シチリア王ピエトロ2世の王女（フェデリーコ3世の妹）レオノール（1325年 - 1375年）で、2男1女をもうけた。
レオノールとの間にもうけた子供たち
- フアン1世（1350年 - 1396年）　アラゴン王
- マルティン1世（1356年 - 1410年）　アラゴン王、シチリア王
- レオノール（1358年 - 1382年）　カスティーリャ王フアン1世の妃、アラゴン王フェルナンド1世の母

最後の王妃は1377年に結婚したシビラ・デ・フォルティア（Sibila de Fortià, 1350年 - 1406年）で、1男1女をもうけた。
シビラとの間にもうけた子供たち
- アルフォンソ（1378年 - ?）　夭逝
- イサベル（1380年 – 1424年）　ウルジェイ伯ジャウマ2世（アラゴン王位請求者）の妃